# 극장판 프랭키와 친구들: 생명의 나무
《극장판 프랭키와 친구들: 생명의 나무》는 대한민국의 애니메이션 《프랭키와 친구들》의 첫 번째 극장판이다.